# コロンボ
コロンボ（シンハラ語: කොළඹ、タミル語: கொழும்பு、英語: Colombo）は、スリランカの最大都市。同国の経済的な中心都市であり、かつては首都であった。
名称の由来はシンハラ語で「マンゴーの樹の茂る海岸」を意味する「Kola-amba-thota」がポルトガル語でのクリストファー・コロンブスの名であるコロンボに置換えられたもの。
2011年の人口は752,993人（コロンボ都市圏の人口2,323,826人）。セイロン島の南西に位置しており、郊外には新首都であるスリ・ジャヤワルダナプラ・コッテが存在する。スリ・ジャヤワルダナプラ・コッテはコロンボの衛星都市であることから、遷都後もしばしばコロンボが首都として扱われる。またコロンボは西部州の州都であり、コロンボ県の県都でもある。
コロンボは現代的な生活と植民地風の建築物、それに旧跡が入り混じった、忙しく活気のある都市である。
化学工業、繊維産業、ガラス工業、皮革製品、家具、宝石などのスリランカの大企業の大半はその本部をコロンボに置く。ある石油精製施設はコロンボ近郊にある。
コロンボにはコロンボ大学や多くの大学と研究所、国立美術館、多くの教会やモスク、仏教やヒンドゥー教の寺院がある。郊外に仏教系大学が2つある。亜大陸一の港など、南アジア有数のインフラが整備された都市である。
南アジア最初のラジオ局であるラジオセイロンとして知られたスリランカ放送協会（SLBC放送局）はコロンボにある。

## 歴史

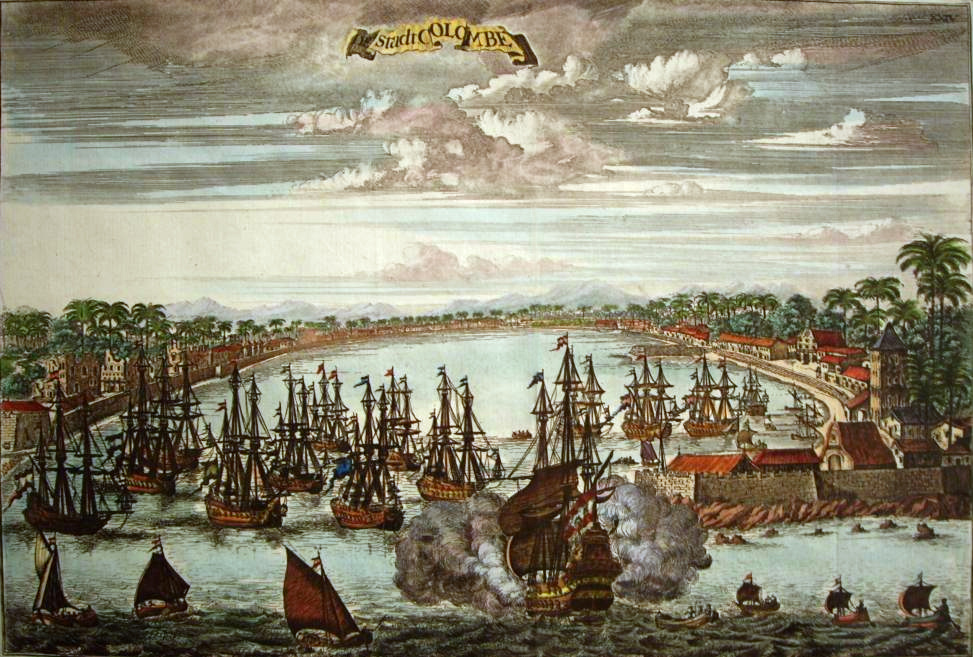
1680年のコロンボ

コロンボは2000年前からローマやアラブ、中国と交易を持っていた。ムスリム商人は8世紀には使節を置き、シンハラ諸王国と外部の交易の大半を支配下に置いた。16世紀初頭になると香辛料交易を求めるポルトガル人が到来。彼らは1517年にコロンボのムスリム人を追放し、この地に要塞を建築した。ポルトガルは当時この地域を支配していたコーッテ王国内の対立を利用して勢力を拡大していき、16世紀末には同国を併合、セイロン島沿岸部の支配を確立する。コロンボはポルトガル領セイロンの首都とされた。当時のコロンボはフォート地区の要塞とそのすぐ外側のペター地区の商業地域から構成されていた。
1658年にはオランダに攻略されるが、引き続きオランダ領セイロンの首都とされる。1802年には次いでイギリスの支配下となり、イギリス領セイロンの首都となった。軍事拠点としての性格の強かったポルトガル、オランダ時代と異なり、イギリス統治下では都市開発が進められ、今日のコロンボの下地が作られた。1866年には市議会 (Municipal Council) が設置されるが、当時の人口は8万人ほどである。イギリス領であったことから、第二次世界大戦中にはセイロン沖海戦の一環として、日本海軍の艦載機によるコロンボ空襲が行われている。
1948年にはセイロン（1972年にスリランカと改称）が独立し、引き続き首都としての地位を占める。1985年、ジャヤワルダナ大統領は同国の首都をスリジャヤワルダナプラコッテへ遷し、コロンボは首都としての地位を失った。ただし、国会議事堂などの一部施設を除いて行政府、司法府など首都機能の大半は移転が進まず、コロンボに残された。
内戦が起こっていた1980年代から2000年代の間はタミル・イーラム解放のトラによる爆弾テロに幾度と無く見舞われている。内戦終結後の2012年には8省庁が入る複合庁舎がスリジャヤワルダナプラコッテに完成するなど首都機能移転が進められている。ただし、スリジャヤワルダナプラコッテ自体がコロンボの郊外都市としての性格を持っているため、現在も実質的な首都として捉えられる場合もある。

## 地理

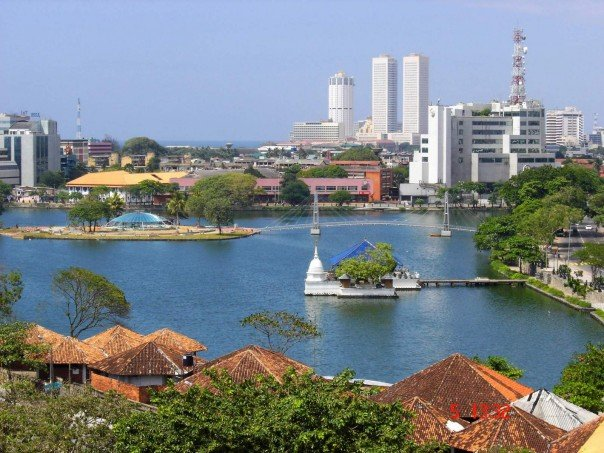
ベイラ湖

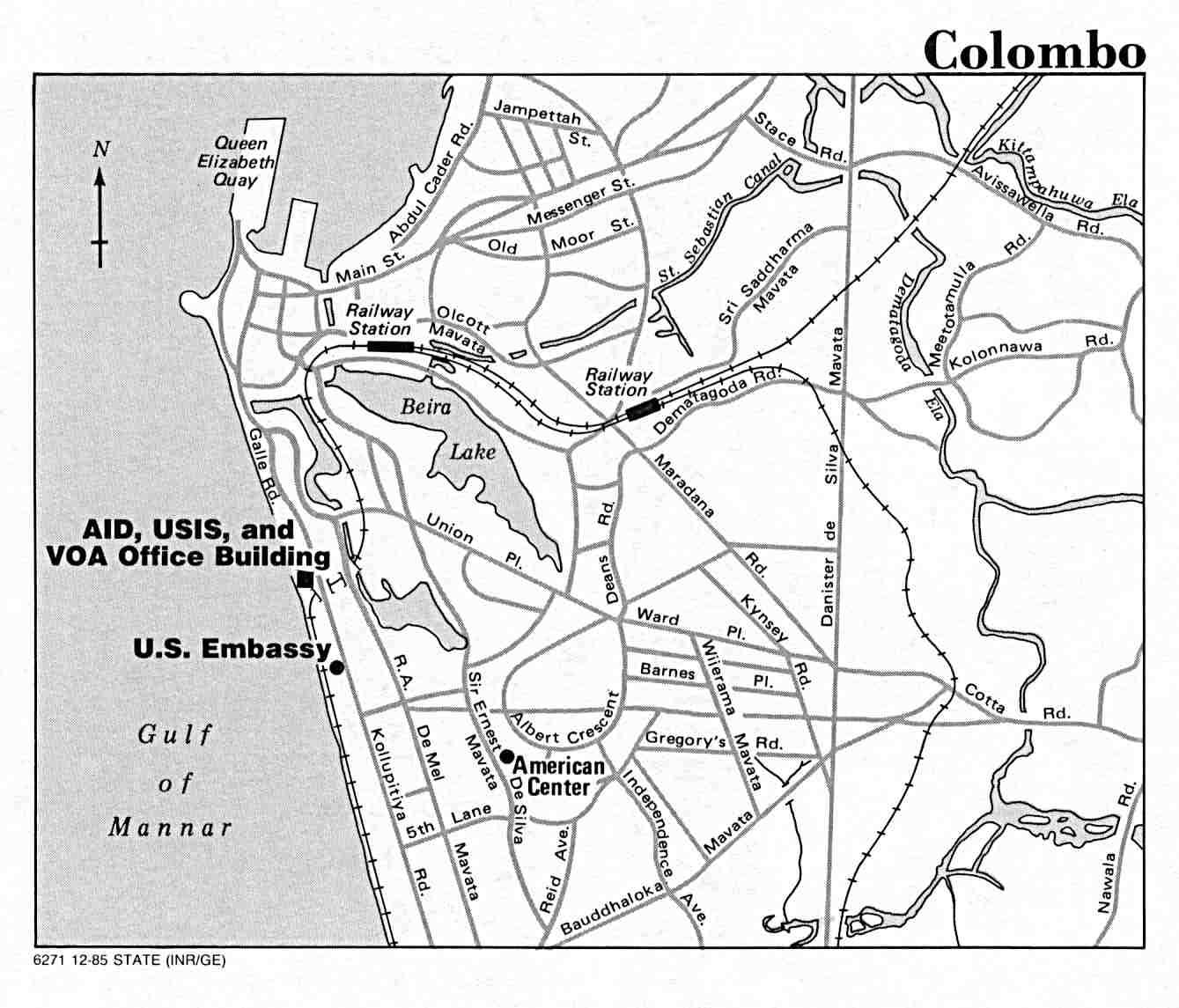
コロンボ中心部の地図

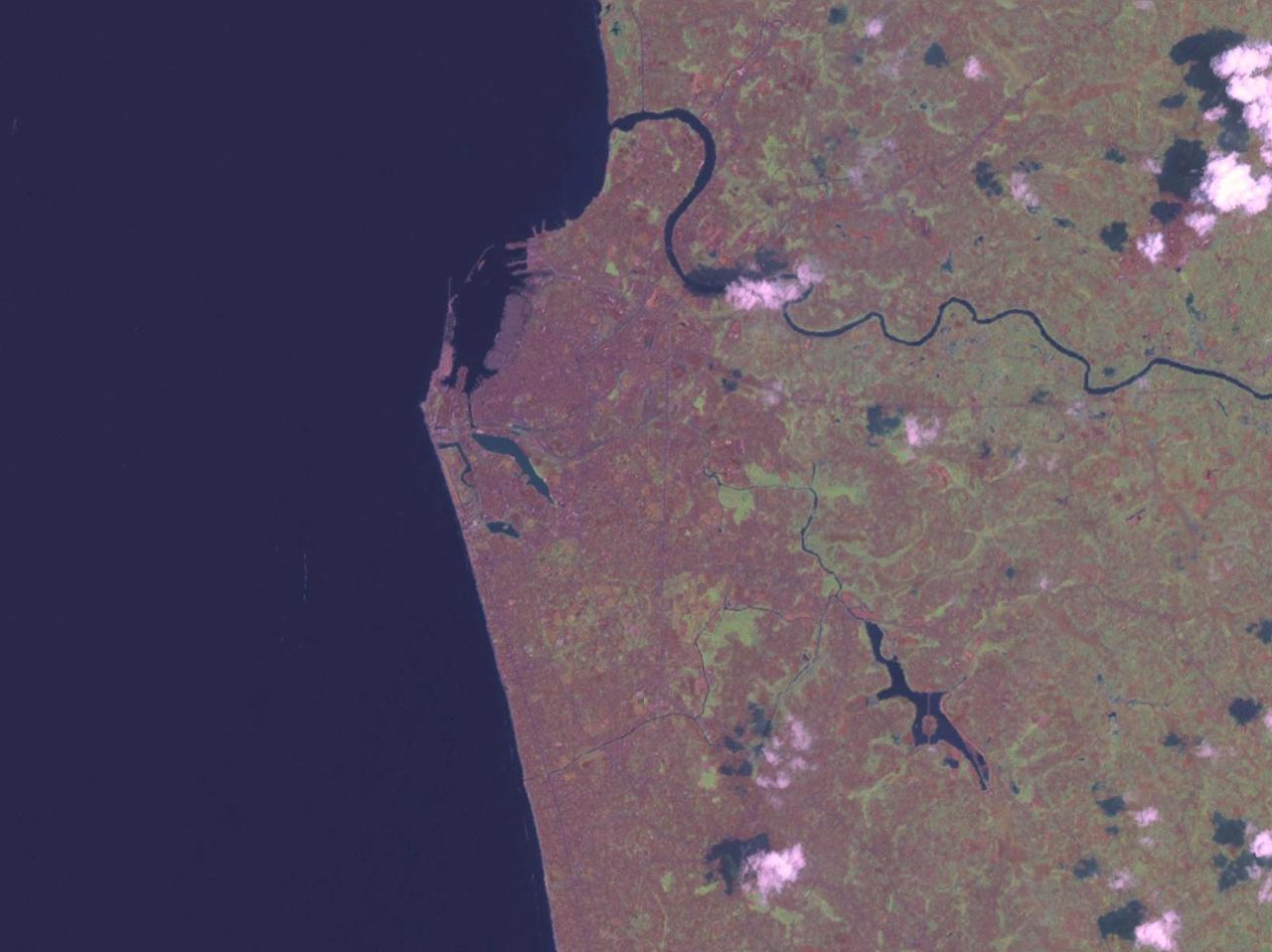
コロンボの衛星写真

コロンボはスリランカ南西海岸沿いのインド洋に面した港湾都市である。西部州コロンボ県に属し、州の南北中央西部、県の北西部に位置している。市内は陸地と水域が入り混じっており、多くの運河に加え、中心部には広さ65ヘクタールのベイラ湖が存在している。この湖はコロンボの最も特徴的なランドマークで、初期の入植者にとっては都市を守るための重要な要害であった。湖ではレガッタが行われ、また岸辺では催し物も開催される。都市の北から北東の境界を形作るケラニ川が海に注ぎ込む地域はモデーラ（三角州の意味）と呼ばれている。
市の北西部にはコロンボ港があり、港湾地区の南には経済の中心であるフォート地区が、さらにその東にはマーケットと主要なバスターミナルが集まるペター地区が存在している。市域は南東で新首都であるスリジャヤワルダナプラコッテと、南でデヒワラ・マウントラビニアと接するが、市街地は周辺地域まで途切れることなく続き、コロンボ都市圏を形成している。ケラニ川を挟んで北はガンパハ県となる。

### 地区
コロンボは行政上15の地区に分けられており、各地区はコロンボ1, コロンボ11といった地区番号で住所表記がなされる。以下に地区番号と対応する地域を示す。
| 地区番号   | 地域                                            |
| ---------- | ----------------------------------------------- |
| コロンボ1  | フォート                                        |
| コロンボ2  | スレイブ・アイランド, ユニオン・プレイス        |
| コロンボ3  | コッルピティヤ                                  |
| コロンボ4  | バンバラピティヤ                                |
| コロンボ5  | ハーベロック・タウン, Kirilapone                |
| コロンボ6  | ウェラワッタ, Pamankada                         |
| コロンボ7  | シナモン・ガーデンズ                            |
| コロンボ8  | ボレッラ, ナラヘンピタ                          |
| コロンボ9  | デマタゴダ                                      |
| コロンボ10 | マラダーナ, Panchikawatte                       |
| コロンボ11 | ペター                                          |
| コロンボ12 | ハルツドルフ                                    |
| コロンボ13 | コタヘーナ, Bloemendhal                         |
| コロンボ14 | グランドパス                                    |
| コロンボ15 | ムトゥワル, モデーラ, Mattakkuliya, Madampitiya |

### 郊外
- デヒワラ・マウントラビニア-ラトゥマラナ
- モラトゥワ
- ラージャギリヤ-ナーワラ-ヌゲーゴダ-Ethul Kotte-ピタコッテ-バッタラムッラ
- マハラガマ-コッタワ
- ボラレスガムワ（英語版）-ピリヤンダラ（英語版）
- タラワトゥゴダ-マーラベ-ホカンダラ（英語版）-カドゥウェラ
- コロンナーワ-コティカワッタ（英語版）
- ワッタラ-ペリヤゴダ-カンダナ（英語版）-ジャ・エラ（英語版）
- キリバスゴダ（英語版）-キャラニヤ-ラーガマ-カダワタ（英語版）

### 気候
コロンボはケッペンの気候区分では熱帯雨林気候に属す。コロンボの気候は年間を通じて暑く、3月から4月にかけての平均最高気温は約31℃になる。天気の大きな変化は5月から8月と10月から1月のモンスーンの間だけ発生し、例年この時期は激しい雨に見舞われる。コロンボの日中の温度変化は小さいが、乾燥した冬ともなると平均最低気温も約22℃まで低下する。年間の平均降水量は2,400 mmである。
| コロンボの気候                  | コロンボの気候 | コロンボの気候 | コロンボの気候 | コロンボの気候 | コロンボの気候 | コロンボの気候 | コロンボの気候 | コロンボの気候 | コロンボの気候 | コロンボの気候 | コロンボの気候 | コロンボの気候 | コロンボの気候   |
| 月                              | 1月            | 2月            | 3月            | 4月            | 5月            | 6月            | 7月            | 8月            | 9月            | 10月           | 11月           | 12月           | 年               |
| ------------------------------- | -------------- | -------------- | -------------- | -------------- | -------------- | -------------- | -------------- | -------------- | -------------- | -------------- | -------------- | -------------- | ---------------- |
| 最高気温記録 °C （°F）          | 35.2 (95.4)    | 35.6 (96.1)    | 36.0 (96.8)    | 35.2 (95.4)    | 32.8 (91)      | 33.5 (92.3)    | 32.2 (90)      | 32.2 (90)      | 32.2 (90)      | 33.6 (92.5)    | 34.0 (93.2)    | 34.2 (93.6)    | 36.0 (96.8)      |
| 平均最高気温 °C （°F）          | 30.9 (87.6)    | 31.2 (88.2)    | 31.7 (89.1)    | 31.8 (89.2)    | 31.1 (88)      | 30.4 (86.7)    | 30.0 (86)      | 30.0 (86)      | 30.2 (86.4)    | 30.0 (86)      | 30.1 (86.2)    | 30.3 (86.5)    | 30.64 (87.16)    |
| 日平均気温 °C （°F）            | 26.6 (79.9)    | 26.9 (80.4)    | 27.7 (81.9)    | 28.2 (82.8)    | 28.3 (82.9)    | 27.9 (82.2)    | 27.6 (81.7)    | 27.6 (81.7)    | 27.5 (81.5)    | 27.0 (80.6)    | 26.7 (80.1)    | 26.6 (79.9)    | 27.38 (81.3)     |
| 平均最低気温 °C （°F）          | 22.3 (72.1)    | 22.6 (72.7)    | 23.7 (74.7)    | 24.6 (76.3)    | 25.5 (77.9)    | 25.5 (77.9)    | 25.2 (77.4)    | 25.1 (77.2)    | 24.8 (76.6)    | 24.0 (75.2)    | 23.2 (73.8)    | 22.8 (73)      | 24.11 (75.4)     |
| 最低気温記録 °C （°F）          | 16.4 (61.5)    | 18.9 (66)      | 17.7 (63.9)    | 21.2 (70.2)    | 20.7 (69.3)    | 21.4 (70.5)    | 21.4 (70.5)    | 21.6 (70.9)    | 21.2 (70.2)    | 21.0 (69.8)    | 18.6 (65.5)    | 18.1 (64.6)    | 16.4 (61.5)      |
| 降水量 mm （inch）              | 58.2 (2.291)   | 72.7 (2.862)   | 128.0 (5.039)  | 245.6 (9.669)  | 392.4 (15.449) | 184.9 (7.28)   | 121.9 (4.799)  | 119.5 (4.705)  | 245.4 (9.661)  | 365.4 (14.386) | 414.4 (16.315) | 175.3 (6.902)  | 2,523.7 (99.358) |
| 平均降水日数                    | 5              | 5              | 9              | 14             | 16             | 16             | 12             | 11             | 15             | 17             | 15             | 10             | 145              |
| % 湿度                          | 69             | 69             | 71             | 75             | 78             | 79             | 78             | 77             | 78             | 78             | 76             | 73             | 75               |
| 平均月間日照時間                | 248.0          | 248.6          | 275.9          | 234.0          | 201.5          | 195.0          | 201.5          | 201.5          | 189.0          | 201.5          | 210.0          | 217.0          | 2,623.5          |
| 出典1：世界気象機関, 香港天文台 |                |                |                |                |                |                |                |                |                |                |                |                |                  |
| 出典2：NOAA                     |                |                |                |                |                |                |                |                |                |                |                |                |                  |

## 人口動態

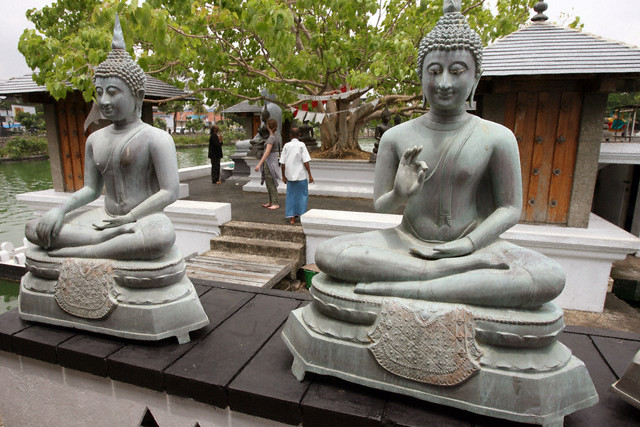
スレイブ・アイランド地区のシーマ・マラカヤ寺院、この地域はコロンボの中でも多くの宗教施設が集まる。

コロンボは多民族多文化が共生する都市である。市内ではシンハラ人やムーア人、タミル人を中心に多くの民族が暮らしている。その他にも、中国人やポルトガル人、オランダ人、マレー人にインドを起源とする人々やヨーロッパ各国の海外駐在員といった人々によるコミュニティが存在する。コロンボはスリランカの中でも最も人口の多い都市であり、2011年現在752,993人が暮らしている。1866年当時の人口は僅か8万人程度であった。2001年当時の国勢調査で示された民族構成は以下の通り。
| No | 民族                 | 人口    | %     |
| -- | -------------------- | ------- | ----- |
| 1  | シンハラ             | 265,657 | 41.36 |
| 2  | スリランカ・タミル   | 185,672 | 28.91 |
| 3  | スリランカ・ムーア   | 153,299 | 23.87 |
| 4  | インド・タミル       | 13,968  | 2.17  |
| 5  | スリランカ・マレー   | 11,149  | 1.73  |
| 6  | バーガー             | 5,273   | 0.82  |
| 7  | スリランカ・チェティ | 740     | 0.11  |
| 8  | Bharatha             | 471     | 0.07  |
| 9  | その他               | 5,934   | 0.96  |
| 10 | 合計                 | 642,163 | 100   |

## 政治
コロンボに設置されている一院制のコロンボ市議会は、スリランカ国内で最初に設置された地方議会である。統一国民党が最大会派となっている。

## 経済

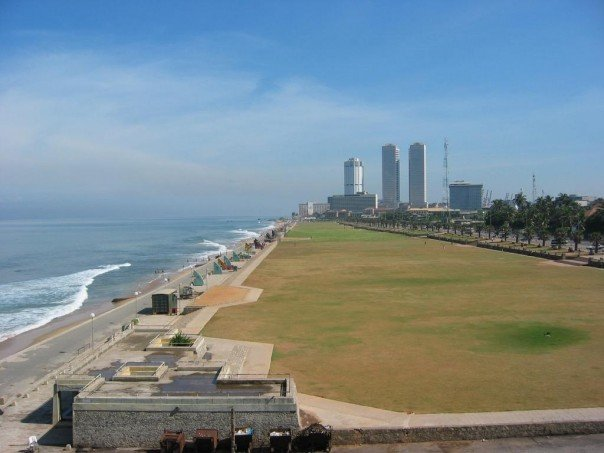
コロンボはスリランカ経済最大のハブである。ゴール・フェイス・グリーンでは多くの主要なイベントが催される。

スリランカの大企業の大半がその本社をコロンボに置いている。こうした企業としてはCeylinco Consolidated、スタッセングループ、John Keells Holdings、Hemas Holdings、Akbar Brothersがあり、また化学、繊維、ガラス、セメント、皮革、家具、宝石といった産業もコロンボに集まっている。都市の経済の中心はフォート地区のワールド・トレード・センターであり、この40階建てのツインタワーにはコロンボ証券取引所を始めとして多くの有力企業が拠点を構えている。
コロンボ都市圏はスリランカの工業、商業、そして行政の中心地である。都市圏は輸出製品の生産において高いシェアを占めており、スリランカ経済の成長を牽引している。西部州は国土全体の5.7%の面積にもかかわらず、GDPの5割近くと産業的価値の約8割を生み出している。コロンボは海外と国内の生産地域を結ぶスリランカ第一の玄関であり、政府はコロンボとその都市圏を、世界の主要都市並みの水準へと到達させるための計画を立ち上げている。コロンボは2013年現在、慢性的な交通渋滞のようないくつものボトルネックを抱えており、その経済的な潜在力を発揮しきれずにいる。政府はこうした問題を解消することで、長期的な経済発展を促すと同時に都市の物理的な再生を図ろうとしている。
ペター地区にはコロンボで最大のマーケットがあり、その周囲はフォート地区以上に混雑している。道路は常に混雑しており、歩道には小さな屋台が軒を連ねている。メインストリートは衣類を扱う店舗が大半を占めるが、その他の通りは、各通りごとに専門化された商品を扱っている。例えば、最初の交差道路はもっぱら電子機器・部品を扱っており、2番目は携帯電話やファンシー雑貨といったようになっている。ペターのビジネスマンの多くはムスリム商人の傘下にあるが、メインストリートの東端にある金・宝石市場はタミル商人の傘下にある。

## インフラ
コロンボは、近代的な都市が持つ殆どのインフラストラクチャーを備えている。スリランカの他の地域と比較して、コロンボのインフラは極めて高い水準にある。電気・水道・街灯・電話のようなインフラはいずれも充実している。国内の大きなショッピングモールの大半はコロンボに存在しており、どこもWi-Fiを使うことができる。また市内にはいくつもの豪華なホテルやクラブ、カジノやレストランが散らばっている。近年は超高層マンションも出現しており、地価の上昇を招いている。

### コロンボ港

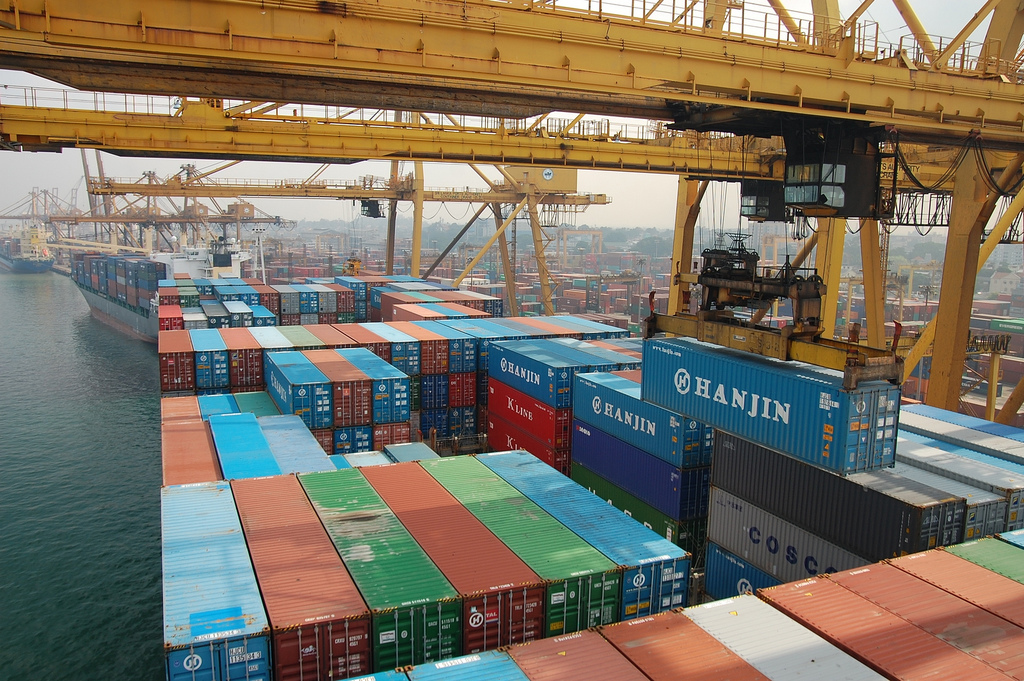
コロンボ港のコンテナ

コロンボ港はスリランカ国内で最大の規模を持ち、かつ最も活発な港である。コロンボは植民地時代から港湾都市として位置づけられており、その港は時代とともに拡大を続けている。スリランカ海軍の基地であるSLNS Rangallaもコロンボ港に存在する。
2008年のコロンボ港のコンテナ取扱量は375万TEUであり、これは前年比で10.6%増（2007年は前年比で9.7%増）であった。このうち、81万7千TEUが同国に関係する貨物であり、残りは積み替えである。この取扱量はコロンボ港の能力の限界に近く、South Harbour projectという拡張計画が進められている。

### 交通

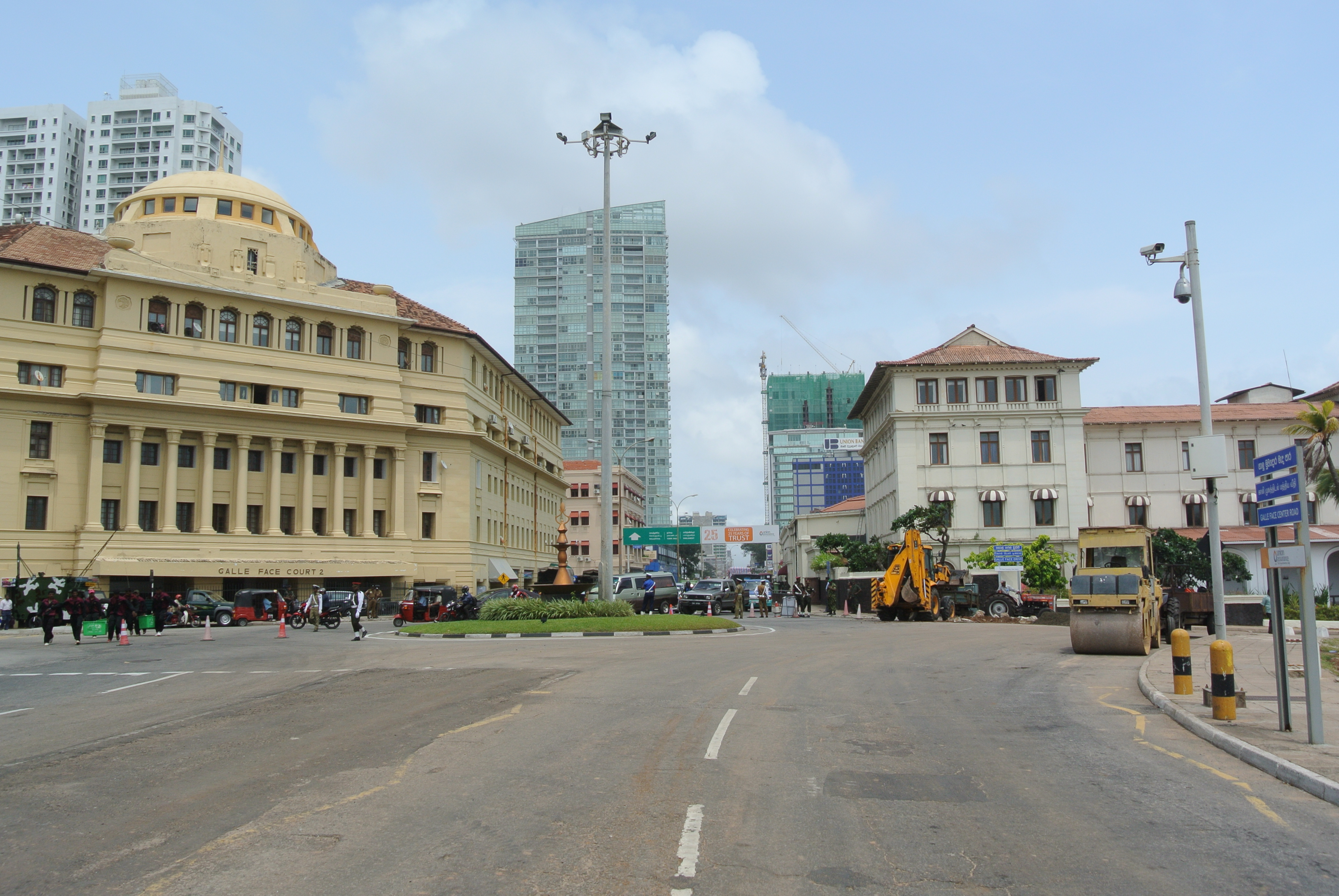
ゴール・フェイス・グリーン付近の交差点

コロンボには、民間と公営のスリランカ交通局 (SLTB) の両者のバスによる大規模な公共交通機関網が存在している。ペター地区には中央、Bastian MawathaそれにGunasinghapuraの三つの主要なバスターミナルが存在する。Bastian Mawathaは長距離バスの拠点となっており、残る中央とGunasinghapuraが近距離バスを受け持っている。
市内の鉄道は、利用可能な地域や本数が限られており、かつしばしば超満員となる。しかし、中央バスターミナルと鉄道のコロンボ・フォート駅は、この島のバスと鉄道それぞれのハブとして機能を果たしている。この他にも1970年代までは市内に路面電車が存在していたが、現在は廃止されている。その他の交通手段としては、スリーウィーラーと呼ばれる三輪タクシーと一般のタクシーが存在する。スリーウィーラーは個人個人により運営されており、規制もほとんどないが、一方タクシーは民間会社により運営されており、全てがメーターを装備している。
発展するアジアの他の都市と同じく、コロンボも深刻な交通渋滞に見舞われており、その解決策として都市交通システムの整備が計画されている。2019年現在ではLRTの建設が予定されており、このLRTはコロンボ中心部のフォートから南東方向に進み、国会議事堂付近を経て、郊外のマーラベまで約16kmを繋ぐ。
内戦後の開発ラッシュは、コロンボ周辺にも及んでおり、多数の高速道路が幹線として建設されている。最初に建設されたのは南部高速道路で、コロンボ南部近郊のコッタワからスリランカ南部の都市ハンバントタまでを結んでいる。次いで建設されたのがコロンボ北部とバンダラナイケ国際空港を結ぶコロンボ-カトゥナーヤカ高速道路で、2019年にはさらにコロンボ市内をバイパスして各高速道路を結ぶ外郭環状道路が完成している。
バンダラナイケ国際空港（コロンボ国際空港）が都市の国際線を取り扱っており、ラトゥマラナ空港が国内線を取り扱っている。
道路
- A1ハイウェイ : キャンディ方面
- A2ハイウェイ : ゴール方面
- A3ハイウェイ : プッタラム方面
- A4ハイウェイ : ラトゥナプラ方面

鉄道
- メインライン : キャンディ - バドゥッラ
  - メインラインから分岐 : ジャフナ、マンナール、バッティカロア、トリンコマリー
- コーストライン : ゴール - マータラ
- プッタラムライン : プッタラム
- ケラニバレィーライン : アビッサウェッラ

船舶
- スコーシア・プリンス（英語版）によるフェリー定期便がインドのトゥーットゥックディとの間に結ばれている[23]。

### ランドマーク

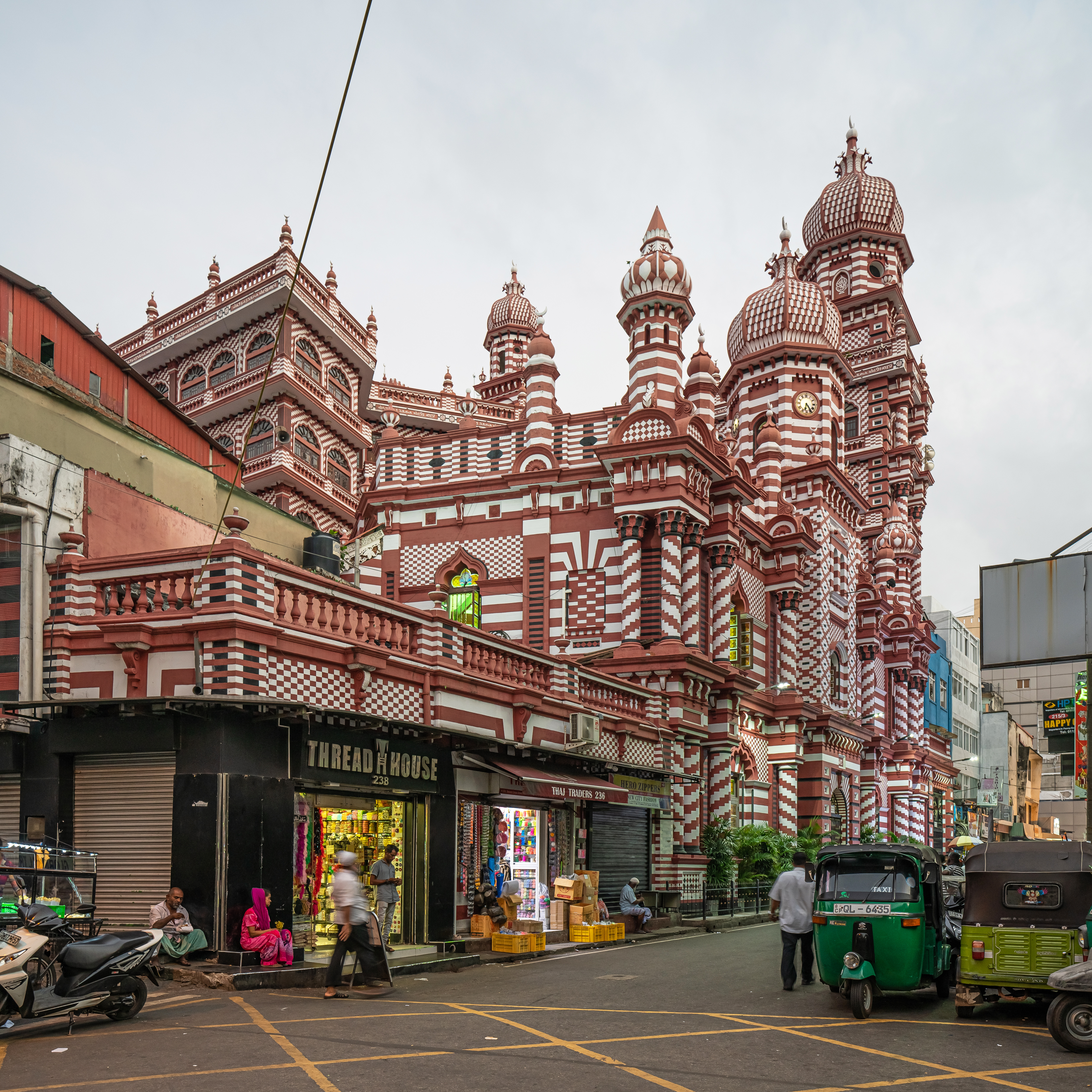
ペター地区のジャミ・ウル・アルファー・モスク。多くの人が訪れるコロンボ有数のランドマークである。

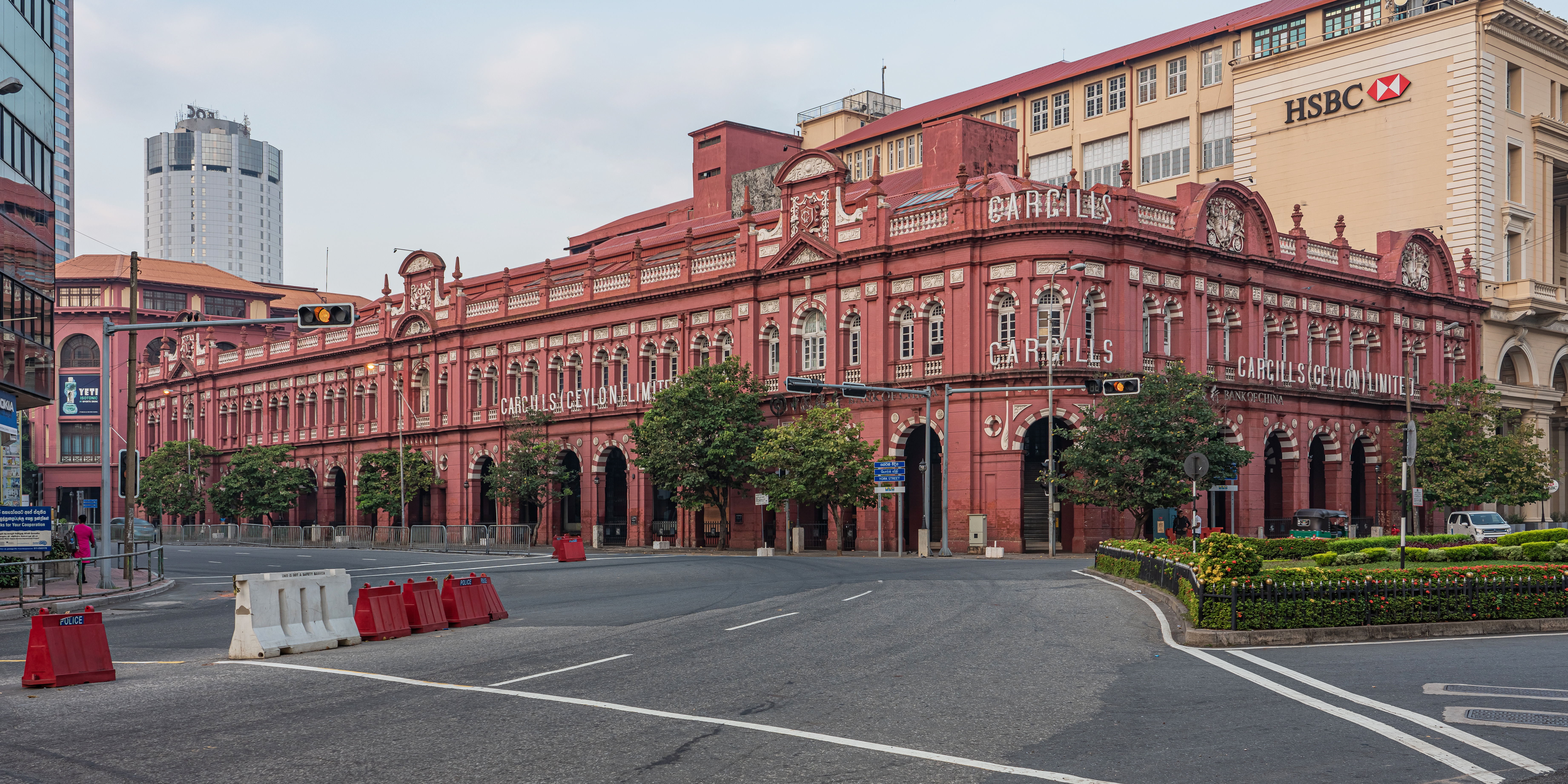
カーギル&ミラー・ビルディング

ワールド・トレード・センター (WTC) のツインタワーはこの都市を表すランドマークとして広く認識されている。1997年にこのビルが完成する前は、隣のセイロン銀行 (BOC) のタワーが最も高く、そして著名な都市のランドマークであった。これら高層ビルが建つ以前は、フォート地区に旧コロンボ灯台とともに厳然とそびえる旧国会議事堂がそのようにみなされていた。その他、シナモン・ガーデンズ地区のインデペンデンス・スクエアにある独立記念広場も重要なランドマークである。2019年には新たなシンボルとなるロータス・タワーが完成した。
港の船乗り達によれば、国会議事堂すら建っていない遥か以前は、ジャミ・ウル・アルファー・モスクこそがコロンボの最も著名なランドマークであったという。このモスクは、今でもコロンボで最も観光客が訪れる場所の一つである。
その他のランドマークとしては、スリランカで最も古い教会の一つである セント・ポール教会が存在する。この教会は元々ポルトガル時代に建てられたもので、イギリス時代の1848年に再建されている。
フォート地区にはカーギル&ミラー・コンプレックスという名高い建築物もあり、特別法により取り壊しが出来ないよう守られている。これはフォート地区の歴史的景観を保持するため行われている。
ゴール・フェイス・グリーンは都市で最大で、かつ最も美しいプロムナードである。並んだヤシの木と砂浜のある緑地が、常に活気のある都市の中心部に広がっている。ゴール・フェイス・グリーンは特に金曜日と土曜日に多くの人で賑わう。夕方になると、家族連れや子供たちはスポーツや凧揚げを楽しみ、恋人たちは傘の下で愛を囁き合い、健康家は散歩へとやってくる。ゴール・フェイス・グリーンにはたくさんの屋台が出ており、ビーチ沿いにと伸びている。この地は頻繁に国際／国内コンサートやパフォーマンスの会場となっており、例えば近年ではWorld Drum Festivalの会場となっている。
かつての要塞（フォート）の城壁に据え付けられていたカノン砲がゴール・フェイス・グリーンの近くに飾られており、植民地時代の雰囲気を与えている。同様に植民地風の建築物として、1864年開業のゴール・フェイス・ホテルもその近くに存在している。このホテルには多くの著名人が宿泊しており、その中にはイギリス王室をはじめとする各国の王室関係者や有名人が含まれている。このホテルに宿泊したデンマークのアレクサンドラ・マンリーは"the peacefulness and generosity encountered at the Galle Face Hotel cannot be matched."とコメントしている。 またゴール・フェイス・グリーンに面して、スリランカ最初の5つ星ホテルであるセイロンコンチネンタルホテルも存在している。その他ゴール・フェイス・グリーンの周りには、著名なコーヒー・バーやブティックも存在している。

## 教育

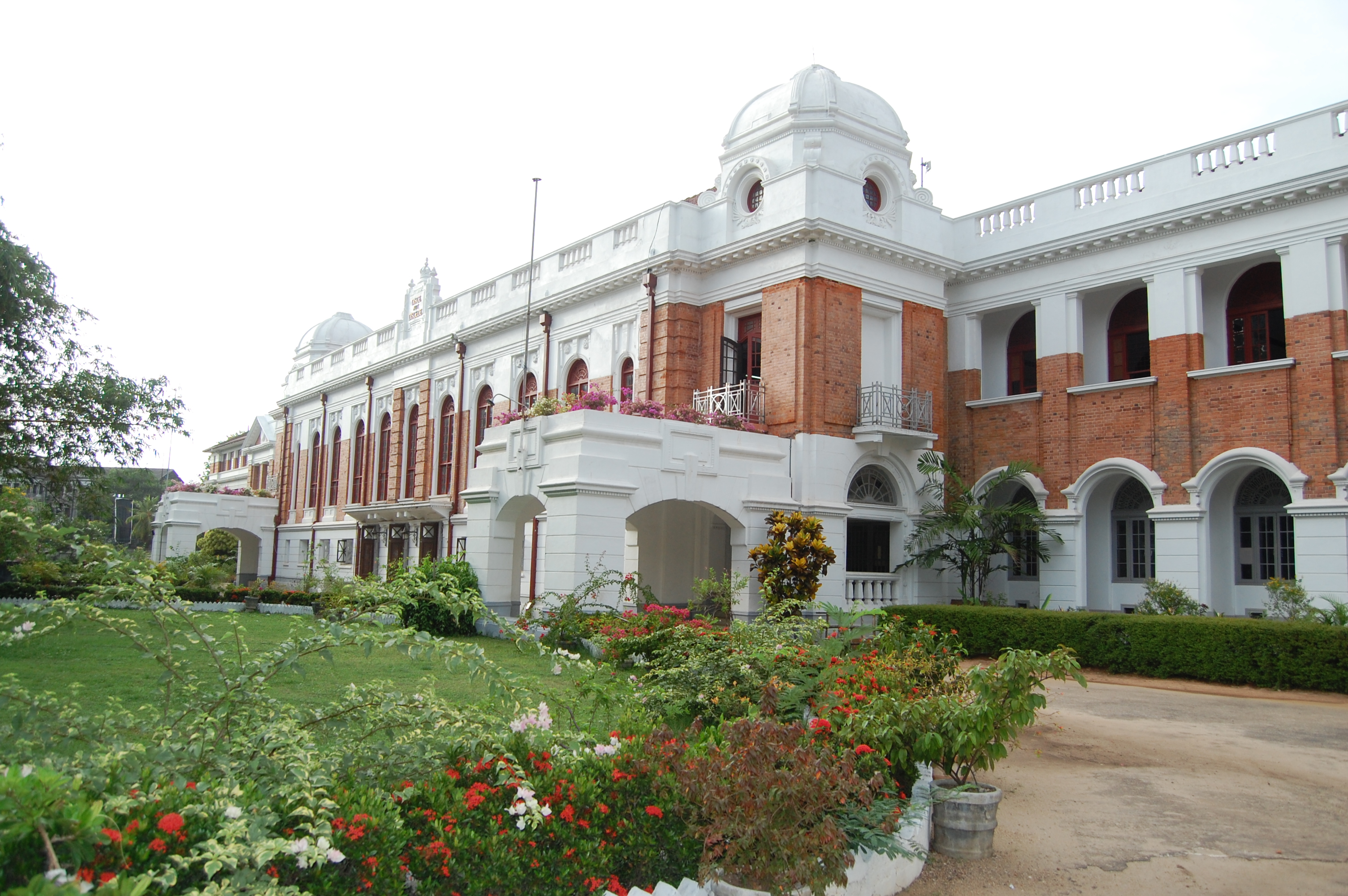
ロイヤル・カレッジ・コロンボ。コロンボで最も古いパブリックスクールである。

コロンボの教育機関は長い歴史を持っている。コロンボにはスリランカの著名なパブリックスクールが公立・市立とも多数存在している。そうした著名な学校の大半は、例えば1835年設立のロイヤル・カレッジ・コロンボのように、18世紀のイギリスの植民地支配下に設立されたものである。スリランカの都市の学校はいくつかの宗教的なアラインメントを持っており、これらはイギリスのキリスト教ミッション系学校に由来している。こうした学校としては、聖公会のビショップ・カレッジ（1875年設立）、仏教のアナンダ・カレッジ（1886年設立）、ムスリムのザヒラ・カレッジ（1892年設立）、カトリックのセント・ジョセフ・ガレッジ（1896年設立）といったものがある。このような宗教的なアラインメントによりカリキュラムが変化することはなく、学生の分布が異なるに留まっている。
コロンボには多数の著名なインターナショナル・スクールもまた存在している。これらの学校の生徒はEdexcelとケンブリッジの試験を受け、また何千人もの生徒がアメリカやイギリス、オーストラリアそれにカナダに留学している。主なインターナショナル・スクールとしては、コロンボ・インターナショナル・スクール、アジアン・インターナショナル・スクール、Wycherley International School、エリザベス・モイア・インターナショナル・スクール、Lyceum International School、ゲートウェイ・カレッジ、Ilma International Schoolといったものが存在する。
高等教育もまたコロンボにおいて長い歴史を持っている。1870年のコロンボ・メディカル・スクールの設立に始まり、1875年にはコロンボ・ロウ・カレッジが、1884年に農学校、それに1893年にはガバメント・テクニカル・カレッジが設立されている。大学の設立は、1913年にユニバーシティ・カレッジ・コロンボがロンドン大学の通信教育課程として設立されたのに端を発する。これを引き継ぎ設立されたのがセイロン大学である。 セイロン大学は後にコロンボ大学等に分割されたため、2012年現時点では同校とユニバーシティ・オブ・ザ・ビジュアル・アンド・パフォーミング・アートの2校がコロンボに存在している。その他、スリランカ情報技術学院が都市の中心部にもキャンパスを有している。また、市内には私立の高等教育機関もいくつか存在する。2014年にはスリランカ海洋大学がコロンボ北部に設立された。

## 姉妹都市
- サンクトペテルブルク、ロシア 1997年
- 上海市、中国 2003年
- リーズ、イギリス 2008年
- ウランバートル、モンゴル 2012年
- マレ、モルディブ 2013年

## 施設
名所・旧跡
- ガンガラーマ寺院
- シーマ・マラカヤ寺院

文化施設
- コロンボ国立博物館
- コロンボ国立美術館
- オランダ時代博物館
- バンダラナイケ記念国際会議場

スポーツ施設・公園

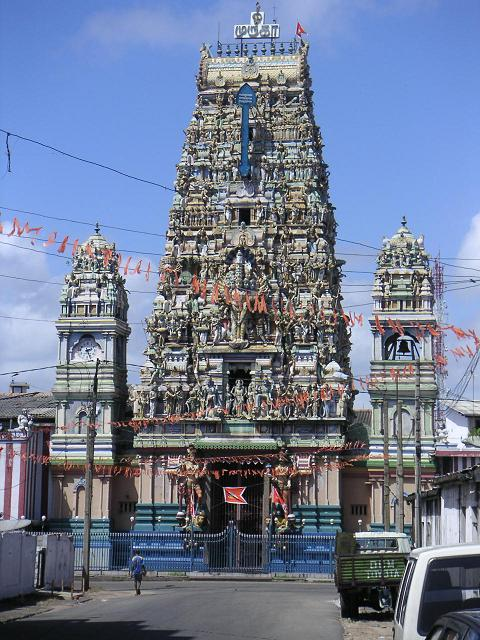
スレイブ・アイランド地区のヒンドゥー寺院

- R・プレマダーサ・スタジアム - クリケット競技施設
- SSCクリケット・グラウンド - クリケット競技施設
- コロンボ・クリケット・クラブ・グラウンド - クリケット競技施設
- スガサダシュ・スタジアム - 多目的スタジアム
- ゴール・フェイス・グリーン - 海岸の緑地公園
- ヴィハーラ・マハー・デーウィ公園

企業・団体
- クレスキャット・ブールバード - ショッピングモール
- スリランカ中央銀行本店
- スリランカ放送協会本社
- スリランカ紅茶局本部